# Поздрави от Холивуд
„Поздрави от Холивуд“ (на английски: Postcards from the Edge) е американска комедия от 1990 година на режисьора Майк Никълс. Във филма участват Мерил Стрийп и Шърли Маклейн.

## Сюжет
Това e духовит разказ за живота по скоростната писта на Холивуд. Мерил Стрийп изпълнява блестящо ролята на талантлива и чувствителна актриса, решена да изгради наново залязващата си кариера. Като нейна майка и филмова звезда, Шърли Маклейн допълва щрихите в портрета на волните холивудски кралици в сцени, изпълнени с остър хумор и трогателна откровеност. Денис Куейд, Роб Райнър и целият звезден актьорски състав пресъздават бившите и бъдещи величия на Холивуд. Забавен и безкомпромисен, филмът представя пошлостта на Града на фалшивия блясък - със стил и остроумие, на които трудно би могло да се устои.

## В ролите
| Изпълнител     | Роля                   |
| -------------- | ---------------------- |
| Мерил Стрийп   | Сюзан Вейл             |
| Шърли Маклейн  | Дорис Ман              |
| Денис Куейд    | Джек Фолкнър           |
| Джийн Хекман   | Лоуел Колчек, режисьор |
| Ричард Драйфус | Доктор Франкентал      |
| Анет Бенинг    | Евелин Еймс            |
| Мери Уикс      | Бабата                 |
| Саймън Келоу   | Саймън Аскуит          |